# Svet
Svet (latinsko mundus, -i, m: vesoljni svet, svetovje; zemlja,  svet; nebo; ljudje; ), večpomenski izraz, ki ga uporabljamo za vse tiste prostore oziroma predele vesolja, ki so pri trenutnem stanju znanosti in tehnologije dostopni človeku. V praksi se to nanaša na površino Zemlje; zato izraz zemljevid sveta pomeni isto kot zemljevid zemeljske površine.